# La Stratégie Ender
Cet article concerne le roman. Pour le film qui en est l'adaptation, voir La Stratégie Ender.
La Stratégie Ender (titre original : Ender's Game) est un roman de science-fiction d'Orson Scott Card, publié en 1985, qui reprend et développe une nouvelle du même auteur publiée en 1977 dans le magazine Analog Science Fiction and Fact.
Roman le plus célèbre de l'auteur et premier tome du Cycle d'Ender, il a été lauréat des prestigieux prix Nebula en 1985 et Hugo en 1986. Une suite a été publiée l'année suivante, La Voix des morts (également prix Nebula et Hugo).

## Résumé
Le récit comprend 15 chapitres.

### Contexte de la fiction au début du roman
Dans un avenir indéterminé, l'espèce humaine est en proie à la surpopulation et le nombre d'enfants a été limité à deux par famille. La planète est plus ou moins bien unifiée sous l'autorité de l'« Hegemon ». 
Soixante-dix ans auparavant, une guerre spatiale avait eu lieu entre les Humains et la seule espèce extraterrestre connue : les Doryphores, êtres intelligents ayant une forme et un mode de vie semblables à ceux des fourmis. Les deux espèces disposent de la technologie du voyage interstellaire. Les Doryphores détiennent une supériorité numérique écrasante, compte tenu de leur mode de reproduction, de leur puissance industrielle et de leur implantation dans plus de 80 systèmes de la galaxie. À l'issue de la confrontation, l'action soudaine et inattendue d'un militaire terrien, Mazer Rackham, avait changé le cours de la guerre, transformant un désastre annoncé en une victoire totale. Depuis ce jour, on n'a plus vu de Doryphores, mais les Humains craignent une nouvelle guerre totale lors de laquelle ils risqueraient d'être en infériorité.
Pour tenter de recouvrer l'avantage, sous l'impulsion du Grand Quartier général (appelé le « Stratégos »), une école de guerre spatiale forme des enfants soigneusement sélectionnés sur le plan génétique à devenir des officiers émérites. Le Stratégos, ayant déjà rejeté deux enfants supérieurement intelligents de la famille Wiggin (Peter et Valentine), ont exigé la naissance exceptionnelle d'un troisième enfant : Andrew, surnommé « Ender » (en anglais : « le dernier », « celui qui termine les choses ») par sa sœur Valentine. À quatre ans, Ender est déjà un garçon exceptionnel, doté d'une intelligence et d'une maturité hors du commun. À six ans, il est sélectionné pour devenir élève à l'École de guerre. Cela lui permet d'échapper à l'emprise néfaste de son grand frère Peter, qui se révèle être envieux et cruel à son égard.

### Ender à l'École de guerre
Chapitres 1 à 13.
Le colonel Hyrum Graff, commandant de l'École de guerre, vient donc récupérer Ender auprès de ses parents. Tous deux se rendent dans la station spatiale faisant office d'École de guerre. En peu de temps, Ender devient la tête de turc de certains camarades. Le premier à le tracasser est Bernard. Ender fait face en le ridiculisant. Tous les élèves étant répartis dans différentes « armées » dirigées par des commandants, lesquels sont secondés par des chefs de cohortes, Ender est versé dans l'Armée de la Salamandre dirigée par Bonzo Madrid.
Bonzo voit d'un mauvais œil ce jeune enfant de six ans qu'on dit surdoué mais qui est physiquement faible, non entraîné et qui ignore tout de la stratégie. Il ordonne à Ender de ne rien faire durant les jeux de bataille à venir. Quand a lieu la première confrontation face à une autre armée, Ender est obligé de rester sans rien en lisière de la salle de bataille. Il lie des liens d'amitié avec deux autres enfants, Petra Arkanian (chef de cohorte) et Alaï. Ender décide de s'entraîner avec des enfants d'autres équipes durant son temps libre, à la grande fureur de Bonzo. Lors de la quatrième bataille, Ender sauve la mise de Bonzo et évite aux Salamandres une défaite attendue. Bonzo, qui souhaite se débarrasser de ce soldat trop doué, parvient à l'échanger avec l'armée du Rat.
Affecté à l'armée du Rat dirigée par Ray « le Nez », Ender se lie avec Dink Meeker, son chef de cohorte. Ender propose de nouvelles tactiques et de nouvelles esquives. Il a des discussions concernant les Doryphores et les actions de Mazer Rackham lors de la grande guerre contre les Doryphores. Un soir, alors qu'il est seul, il est attaqué par trois enfants ; Ender a le dessus.
Pendant ces mois au sein de l'École, Ender joue au Jeu du Géant : dans ce jeu électronique, le but est de se frayer un chemin à travers un château gardé par un Géant. Ender parvient à détruire le Géant numérique en se faufilant dans son cerveau en passant par l'oreille. Poursuivant son chemin, il arrive au « Pays des fées », puis au « Bout du Monde ». Le colonel Graff, secondé par le major Anderson chargé du suivi des élèves au quotidien, découvrent les avancées d'Ender au sein de ce jeu. Or jusqu'à présent, aucun élève n'était parvenu au niveau du « Bout du Monde ». L'évocation de ce jeu aura une grande importance à la fin du roman.
Affecté à l'armée du Phénix dirigée par Petra Arkanian, son ancienne chef de cohorte de l'équipe de la Salamandre, Ender a maintenant 9 ans et a été nommé chef de cohorte. Quelques mois après, Ender est promu commandant d'une armée créée pour lui, l'Armée du Dragon. Des soldats, jeunes et inexpérimentés, lui sont affectés. Aucun n'a plus de 18 mois d'expérience. Ender les forme aussi vite qu’il le peut. Il a remarqué la grande intelligence de l'un de ses soldats, Bean. Les combats se succèdent et l'Armée du Dragon améliore sans cesse ses résultats, jusqu'à devenir la première du classement, alors même que des combats ont été organisés par le direction au cours desquels l'Armée du Dragon était en nette infériorité (combat alors que les ennemis ont acquis les meilleures positions ; combat contre deux autres armées réunies ; deux combats dans la même journée).
Alors que l'armée d'Ender a obtenu d'excellents résultats, Ender est prévenu, d'abord par Petra puis par Dink que des garçons plus âgés veulent lui faire du mal. On lui suggère fortement de ne jamais rester seul. Un soir, alors qu'Ender s'est rendu seul aux douches, il est pris à partie par Bonzo et ses acolytes. Bonzo lui fait comprendre qu'il va le tuer. À la suite d'une ruse, Ender parvient à se débarrasser de Bonzo (il l'a tué en état de légitime défense mais il ignore la mort de son ennemi). Lors du combat suivant contre deux autres armées, Ender met en œuvre une « formation » regroupant tous les membres de son équipe, ce qui lui permet de gagner la bataille. C'est alors qu'Ender apprend que sa période de formation à l'École de guerre est terminée, et qu'il est transféré à l'École de commandement, là où l'on forme les futurs commandant de vaisseaux spatiaux et les stratèges de la Flotte spatiale. Ender vient d'avoir 10 ans.
Mais avant de s'y rendre, le colonel Graff lui apprend qu’un séjour sur Terre est organisé afin qu'il renoue avec Valentine. Une rencontre a lieu en pleine campagne, près d'un lac et d'une rivière. Les retrouvailles font plaisir aux deux enfants. Valentine révèle à Ender les activités médiatiques et politiques qu'elle et Peter ont menées à bien (cf. section suivante). Cette période de retrouvailles permet à Ender de savoir pour quoi et pour qui il va se battre : protéger Valentine et des milliards d'être humains d'une destruction de la part des Doryphores.
En route vers l'École de commandement située dans une ancienne base des Doryphores (astéroïde baptisé Éros), Graff explique à Ender que les humains utilisent les dernières découvertes de la « science philotique ». Ainsi un appareil, nommé Ansible, a été créé, qui permet de communiquer depuis la Terre en temps réel, n'importe où dans la galaxie, avec les vaisseaux spatiaux. Quand les Doryphores attaqueront, on le saura immédiatement. Mais les Humains ont décidé de prendre l'initiative : ce seront eux qui attaqueront les Doryphores, sous l’autorité d'Ender.

### Peter et Valentine
Chapitres 9 à 13.
Deux ans après le départ d'Ender sur l'École de guerre, Peter (âgé de quatre ans de plus qu'Ender, donc âgé de 12 ans) et Valentine (âgée de deux ans de plus, donc âgée de 10 ans), se consacrent à des actions politiques. 
Sur les réseaux sociaux, ils se sont créés deux profils : l'un, piloté par Valentine, est « Démosthène » ; l'autre, « John Locke », est géré par Peter. Chaque semaine, ils synthétisent l'actualité et donnent leurs avis sur les grands sujets concernant la Terre. Au début peu connus, ils se créent au fil des mois et des années un lectorat assidu et influent. Ils deviennent des références dans le débat intellectuel mondial.

### Ender à l'École de commandement
Chapitre 14 (première moitié).
Affecté à l'École de commandement, Ender y retrouve certains de ses anciens camarade et amis de l'École de guerre : Petra, Bean, Alaï, Dink, etc. Il y fait aussi la connaissance de Mazer Rackham, celui qui avait anéanti les Doryphores 70 ans auparavant. Bien que vieux, l'homme est toujours en vie et n'a pas beaucoup vieilli en raison de ses voyages spatiaux : pour lui, le temps s'est écoulé bien moins rapidement que sur Terre. Mazer prend Ender sous son aile et lui annonce qu'il sera désormais son instructeur, et par conséquent « son ennemi ». Il avertit Ender qu'à partir de maintenant, compte tenu de la programmation du simulateur qu'il va faire, Ender sera la plupart du temps en état d'infériorité numérique. 
Les batailles se succèdent. Parfois Ender gagne, parfois non. Sa formation dure environ un an. Ender apprend de Mazer comment ce dernier a détruit les Dyphores : il a détruit le vaisseau spatial contenant une Reine. Dès qu'elle est morte, tous les doryphores dépendant d'elle sont devenus inertes. Mazer lui apprend aussi que les Humains ont construit une nouvelle arme, un rayon laser ultra-puissant appelé « Docteur Machin », qui permet de détruire de proche en proche tout vaisseau spatial situé à côté d'un vaisseau touché. Cela permettra à Ender, lors de la bataille fatidique, d'avoir un atout dans le combat.
Un jour, alors qu'Ender a désormais 11 ans, Graff lui annonce que « l'examen de sortie » est prévu le jour même. S'il gagne le combat, il sera prêt à diriger les opérations sur le champ de bataille. Pour vérifier ses compétences stratégiques et tactiques, plusieurs très hauts gradés du Grand Quartier général sont là, afin de voir concrètement ses performances et celles de son équipe. Ender et son équipe se mettent en place. Le simulateur est lancé. Les vaisseaux spatiaux d'Ender sont face à ceux de l’ennemi, mille fois plus nombreux. Cette fois-ci, la guerre a lieu à proximité d'une planète, qu'on suppose être celle des Doryphores. Sur le coup, Ender est désorienté : comment gagner la bataille ? En y réfléchissant, il n'y a qu'un moyen pour vaincre le simulateur, c'est de tricher. Ender décide donc de focaliser son attaque, non pas sur les vaisseaux ennemis, mais sur la planète elle-même, puisqu'elle est censée abriter toutes les Reines des Doryphores. Il donne les ordres en conséquence et, par le truchement du « Docteur Machin », anéantit toute vie sur la planète. Les vaisseaux des Doryphores deviennent inactifs. Ender a réussi « l'examen de sortie ».

### Dénouement et révélations finales
Chapitre 14 (seconde moitié) et chapitre 15.
Les membres du Grand quartier général sont en pâmoison et manifestent bruyamment leur satisfaction. C'est alors qu'Ender apprend qu'il ne s'agissait pas d'une simulation mais d'un combat réel. Grâce à l'« Ansible », il dirigeait en temps réel les armées humaines postées devant la planète des Doyphores et les commandait en direct. Il a effectivement gagné la bataille décisive, et donc la guerre, en anéantissant toute trace de vie sur la planète des Doryphores. Ayant anéanti une espèce entière, il a causé le premier « xénocide » de l'histoire humaine et peut-être de l'histoire galactique.
Abasourdi par la manipulation dont il a fait l'objet, rempli d'un terrible sentiment de culpabilité, il a du mal à faire face aux suites de l'événement.
Dès la fin de la guerre contre les Doryphores, les humains ont retrouvé leurs vieilles querelles politico-économiques sur Terre. Peter, âgé de 15 ans, devient « Hégémon » de la Terre malgré son jeune âge. Valentine refuse de le suivre dans la voie politique (et d'ailleurs Peter ne souhaite pas que sa présence le gêne) et retrouve Ender. En accord avec Peter et les autorités terriennes, Ender et Valentine se rendent sur une planète ayant appartenu aux Doryphores pour la coloniser avec quelques milliers de colons. Ender est nommé gouverneur de la petite colonie, dont les structures politiques sont basées sur la démocratie.
En explorant la planète nouvellement colonisée, Ender y découvre un lieu qu'il a déjà vu. Lorsqu'il jouait au « Jeu du Géant » à l'École de guerre, il était parvenu à l'étape du « Bout du Monde ». Or le lieu qu’il découvre ici, réellement, correspond à ce qu'il avait vu dans l'étape du Bout du Monde. Il découvre stupéfait que les Doryphores n'avaient jamais eu l'intention de détruire les Humains et que la guerre qui avait eu lieu 70 ans auparavant était le fruit d'une incompréhension réciproque. Les Doryphores croyaient rencontrer une espèce extraterrestre identique à elle, donc composée d'éléments non autonomes. Quand ils avaient compris que les Humains avaient chacun une conscience distincte, les Doryphores avaient arrêté les combats et avaient décidé d'éviter les Humains. Le problème est que les deux espèces ne pouvaient pas entrer en communication l'une avec l'autre et que les Doryphores ne savaient pas comment faire comprendre aux humains leurs regrets et leur volonté de paix. Ils avaient tenté d'entrer en contact avec Ender par le biais du Jeu du Géant, hélas sans résultat.
Dans une grotte, Ender découvre l'œuf fécondé d'une reine Doryphore laissé à son intention. Il accepte de trouver un endroit, quelque part dans la galaxie, pour assurer l'éclosion de l'œuf contenant des milliers de larves en gestation, et pour voir renaître l'espèce extraterrestre qu'il a contribué à anéantir. « Il chercha longtemps » (derniers mots du roman).

## Analyse

### Personnages principaux
- Ender, de son vrai nom Andrew Wiggin mais ainsi nommé par sa sœur, est un enfant aux talents exceptionnels, mais à la sensibilité exacerbée et doué d'un instinct de survie surdéveloppé. Il n'hésite pas à prendre des décisions terribles lorsque sa vie est menacée, ce qui l'amène à tuer deux enfants qui l'avaient agressé. Doté d'une intelligence et d'une maturité hors du commun, il se révèle vite un stratège de génie et un tacticien hors pair. Avec l'équipe d'enfants qu'il dirige à l'école de guerre, il remporte tous les combats simulés et réels qu'on lui impose. Malgré son intelligence, il ne prend qu'à demi conscience des manipulations dont il est l'objet de la part du colonel Graff.
- Valentine et Peter Wiggin sont la grande sœur et le grand frère d'Ender. Tout aussi exceptionnels que leur cadet, ils s'orientent vers des activités politiques. De caractères opposés, l'une est douce et sensible, l'autre violent et cruel, ils s'associent pourtant pour influer sur la vie politique de la planète en manipulant l'opinion publique à travers deux personnages virtuels, Démosthène et Locke, officiellement opposés.
- Hyrum Graff, colonel et commandant de l'École de guerre, cynique et désabusé mais tout acquis à son devoir, suit Ender tout au long de son parcours. Dans le cadre d'un plan secret de la dernière chance mis au point pour obtenir la victoire, il manipule le garçon pour mettre le plus à profit son génie. Il joue sur sa sensibilité, son sens de la justice et son instinct de conservation.
- Bean (de son vrai nom, non cité dans le roman, Julian Delphiki), est le soldat le plus intelligent d'Ender dans l'armée d'entraînement qu'il dirige à l'École de guerre. Enfant exceptionnel, il est le personnage principal du roman parallèle qu'Orson Scott Card a écrit bien après, intitulé La Stratégie de l'ombre, et qui raconte la même histoire, mais de son point de vue. Bean est aussi le héros de La Saga des ombres.
- Alaï est une des premières personnes avec qui Ender va sympathiser. Au début du roman il est l'ami de Bernard, harceleur d'Ender. Après que ce dernier se soit vengé de Bernard, Alaï et lui fraternisent lors de leurs cours. Il deviendra ensuite un des plus grands amis d'Ender et l'aidera tout au long de son apprentissage à l'École de commandement lors de ses simulations.

## Adaptations

### Adaptation cinématographique
Summit Entertainment a acquis le 28 avril 2011 les droits d'adaptation du roman et le film est sorti le 6 novembre 2013 en France.

### Autres adaptations
- Un projet de jeu vidéo tiré de l'univers de la série avait été annoncé, puis finalement annulé[8].
- Le livre a été adapté sous forme de bande dessinée pour Marvel Comics[9].

## Un classique de la science-fiction
Ce roman est considéré comme un classique de la science-fiction dans les ouvrages de références suivants :
- Enquête du Fanzine Carnage mondain auprès de ses lecteurs, 1989 ;
- Lorris Murail, Les Maîtres de la science-fiction, Bordas, coll. « Compacts », 1993 ;
- Stan Barets, Le science-fictionnaire, Denoël, coll. « Présence du futur », 1994 ;
- Bibliothèque idéale du webzine Cafard cosmique.

### Le Cycle d'Ender
- La Stratégie Ender
- La Voix des morts
- Xénocide
- Les Enfants de l'esprit
- Une guerre de dons
- La Stratégie de l'ombre
- Ender : L'Exil (se déroule chronologiquement entre La Stratégie Ender et La Voix des morts

### Éditions françaises
La nouvelle d'origine
- Fin de partie, in Sonate sans Accompagnement, Denoël, coll. Présence du futur, no 349, 1996,  (ISBN 2207503496).

Le roman
- La Stratégie Ender, traduit de l'américain par Daniel Lemoine, OPTA, coll. « Club du livre d'anticipation », no 120, 1986,  (ISBN 2720102806) ;
- La Stratégie Ender, traduit de l'américain par Daniel Lemoine, Le Livre de poche, coll. « Science-fiction », no 7111, 1989,  (ISBN 2253050040) ;
- La Stratégie Ender, traduit de l'américain par Daniel Lemoine, J'ai lu, coll. « Science-fiction », no 3781, 1994 (rééditions en 1996, 1998, 2000, 2001, 2002, 2009),  (ISBN 2277237817).
- La Stratégie Ender, traduit de l'américain par Sébastien Guillot, J'ai lu, coll. « Nouveaux Millénaires », 2012,  (ISBN 978-2290057438) ;
- La Stratégie Ender, traduit de l'américain par Sébastien Guillot, J'ai lu, coll. « Science-fiction », no 10483, 2013,  (ISBN 978-2290071823).